# ビットストリーム (企業)
ビットストリーム (Bitstream, NASDAQ:BITS) はアメリカ合衆国マサチューセッツ州ケンブリッジを本拠とするフォント制作会社である。1981年にマシュー・カーターとマイク・パーカーらによって創立された。
ビットストリームは「古典」フォントのライブラリーを構築し、それに加えて自身でも数々のフォントを開発してきた。ビットストリーム・フォント・コレクションはCorelDRAWに同梱されることで最も広く利用されている。ビットストリームはまた、オープンソースのBitstream Veraフォントファミリーを制作した。
その他のビットストリーム商品は（同社が買収した）タイプ・ソリューションズと共同開発したフォントラスタライズエンジン、Font Fusionである。
ビットストリームのフォントレンダラを使用したり、Times New Roman、Helvetica、Courierのクローンを含む数多くのビットストリーム製フォントを同梱するなど、BeOSは同社と深い関わりがあった。
1982年に開発されたHelveticaクローンのSwiss 721は同社のフォントで最も知名度の高いものの一つである。
2012年にモノタイプに買収された。